# 野菜ソムリエ

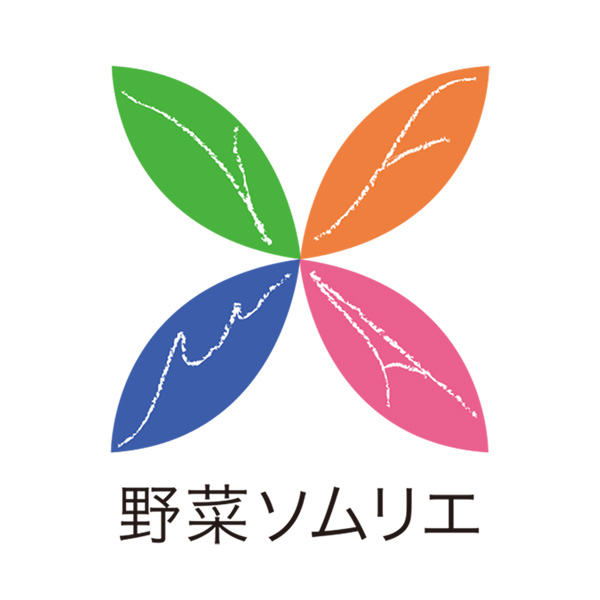
vegelogo

野菜ソムリエ（やさいソムリエ）は、一般社団法人日本野菜ソムリエ協会（旧名称：日本ベジタブル&フルーツマイスター協会）が認定する民間資格である。
野菜や果物の目利き、栄養・素材に合った料理法などの専門の知識を持っていることを認定する。上位資格である野菜ソムリエプロと野菜ソムリエ上級プロは、専門知識に加えて青果物の生産や流通分野にも精通し、国際社会における日本の農業の現状と課題を考察する知見を有する。2017年時点で、日本全国に5万9,473人が資格を有している。
2001年10月にスタートした。2010年3月以前はベジタブル&フルーツマイスターという名称であった。

## 概要
資格認定は2001年8月にスタート。2006年には取得者1万人を突破し、以降取得者の増加ペースは増えている。2017年2月末時点での野菜ソムリエ認定者数は5万3,193人で、うち野菜ソムリエプロが2,801人、野菜ソムリエ上級プロが143人となっている。
日本野菜ソムリエ協会が開催する野菜ソムリエコースを受講した後、修了試験（野菜ソムリエプロコースは一次試験（筆記）と二次試験（面接・プレゼンテーション）に合格すると、資格認定される。
一般社団法人日本野菜ソムリエ協会は、「日常的に食を楽しめる社会の創造」「農業を次世代に継承する」を理念に掲げ、野菜ソムリエが生産者と消費者の懸け橋として、その魅力や価値を社会に広めることができるスペシャリストを輩出することを目的としている。

### 野菜ソムリエ（旧 ジュニア野菜ソムリエ）
野菜や果物の基礎知識と、伝え方のノウハウを身につけ、生活力の向上や職場でのスキルアップを目指す。合格率は約85%。

### 野菜ソムリエプロ（旧 野菜ソムリエ）
野菜・果物の専門的な知識を身につけ、青果物のスペシャリストとして社会に価値を伝えることができる人材を認定する。検定試験では、講座で使用されたテキストの範囲外からも出題される。筆記試験（一次試験）と面接試験（二次試験）が実施される。合格率は3割ほど。更新には1年ごとに更新手数料を日本野菜ソムリエ協会に納める必要がある。

### 野菜ソムリエ上級プロ（旧 シニア野菜ソムリエ）
野菜・果物の専門的な知識を活かして、社会課題を解決する事業を構築し、社会に貢献し、活躍する人材。一次試験では事業計画書を提出し、二次試験では、一次試験で提出した事業計画書をもとに面接試験を実施する。更新には2年ごとに以下の要件を満たす必要がある。
- 2年間の活動をレポートにして協会に提出する。
- 2年間で2回以上、コラムを出稿する。
- 更新手数料を日本野菜ソムリエ協会に納める。

民間資格であるが、資格取得に掛かる経費を助成する自治体もあり、これまで徳島県阿波市、愛媛県西条市、青森県十和田市、群馬県伊勢崎市、愛知県大府市、福岡県大川市、大分県日田市などで助成が行われた実績がある。

## 資格の名称
2010年3月末に資格名称が改訂されるまでは、ジュニア・ベジタブル&フルーツマイスター（初級）、ベジタブル&フルーツマイスター（中級）、シニア・ベジタブル&フルーツマイスター（上級）が正式名称であった。ワインのソムリエになぞらえ、通称として野菜ソムリエ、野菜のソムリエとも呼ばれていた。
2010年4月1日より、協会及び資格名称が変更された。協会名称は「日本野菜ソムリエ協会」とされ、資格名称はジュニア野菜ソムリエ、野菜ソムリエ、シニア野菜ソムリエとなった。メディアなどでの露出により、従来のベジタブル&フルーツマイスターより一般的に野菜ソムリエが定着した為より親しみ易い名称として野菜ソムリエを前面に押し出すこととなった。
2017年1月より、野菜ソムリエの社会貢献・活躍のフィールド拡大を目指して再度、名称変更を実施。資格者全体の90％を占める旧ジュニア野菜ソムリエは、十分に野菜・果物の魅力を伝道できることから「野菜ソムリエ」へと変更。より専門的な知識を身につけた青果物のスペシャリストである旧野菜ソムリエならびに旧シニア野菜ソムリエは、この分野のプロフェッショナルであることを明確にするため、“プロ”を冠し「野菜ソムリエプロ」「野菜ソムリエ上級プロ」と名称変更した。

## 著名な資格取得者
芸能人にも資格取得者が急増している。
2002年にベジタブル&フルーツマイスター・ジュニアマイスターを長谷川理恵が取得したことが草分けとなり、同じく資格を取得し2008年に協会理事に就任した王理恵と共に本資格を世間へ認知させる一助となった。
2010年には山口もえが芸能人としては初の野菜ソムリエ（中級）に合格している。
また、田村淳も2009年に資格を取得しているが2015年には辞めた旨をTwitterで報告している。
『日刊大衆』では芸能人に資格取得者が多い理由を、講座の受講と修了試験とで取得可能であり、初級コースの合格率は8割と高めなことと合わせてイメージアップに手軽な「芸能人的にはオイシイ資格」なのではないかと推測している。
野菜ソムリエ上級プロ（旧シニア野菜ソムリエ）を木下かおり(囲碁インストラクター)が2015年取得。